# Le Fifre

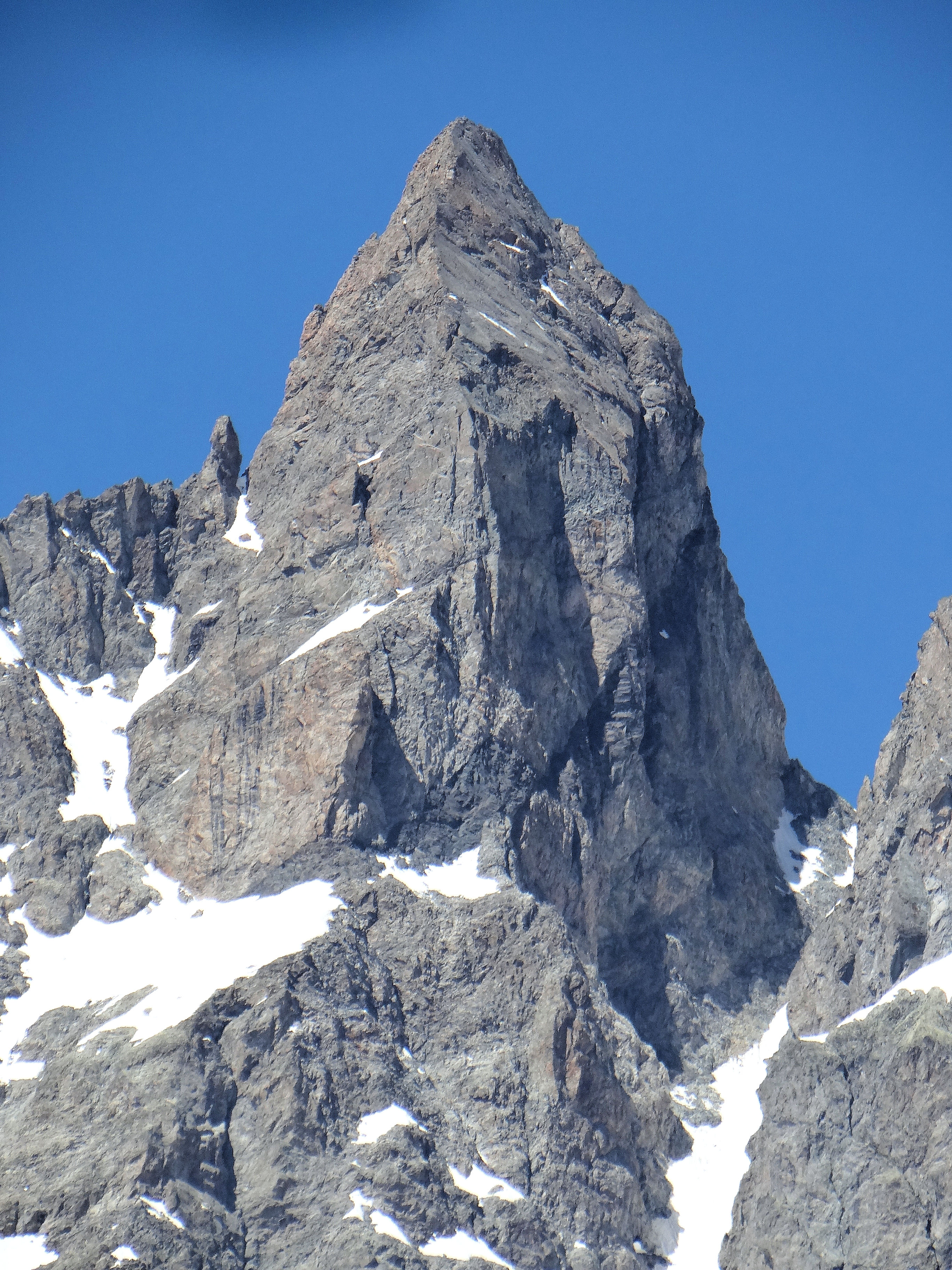
Le Fifre widziany z Pré de Madame Carle

Le Fifre (3698 lub 3699 m n.p.m.) – szczyt w grupie górskiej Écrins we francuskich Alpach Delfinackich.
Leży w północnej grani szczytu Pic Coolidge (3774 m n.p.m.), biegnącej w kierunku najwyższego szczytu tej grupy górskiej – Barre des Écrins (4102 m n.p.m.). Posiada formę potężnej, strzelistej turni wznoszącej się od południa nad samą przełęczą Col des Avalanches (3479 m n.p.m.). Nazwa (tłumacząca się jako flet lub piszczałka) nawiązuje do wysmukłych kształtów turni.
Najczęściej używana droga wejściowa (wspinaczkowa!): ze schroniska Refuge Temple Ecrins (2410 m n.p.m.) na Col des Avalanches, a następnie granią zachodnią na szczyt.